# .tk
.tk és el domini de primer nivell territorial (ccTLD) de Tokelau, un territori dependent de Nova Zelanda situat a Australàsia.

## Dominis gratuïts i de pagament
Tokelau permet que qualsevol persona hi registri noms de domini. Els usuaris i petits empreses poden registrar un nombre il·limitat de dominis de manera gratuïta (amb algunes restriccions). A més del nom, els usuaris poden redirigir el seu trànsit web utilitzant frames HTML i també el seu correu electrònic, amb un màxim de 250 adreces per usuari, o utilitzar el DNS amb els seus propis servidors o els de Dot TK. Hi ha restriccions al contingut per als dominis gratuïts: estan prohibits els webs amb contingut sexual, de drogues, d'incitació a l'odi, d'armes de foc, i spam o infraccions de copyright. També, si el destí de la redirecció d'un domini no funciona (fins i tot temporalment), el domini s'esborra. Si un domini infringeix qualsevol d'aquests termes, se substitueix per una pàgina d'anunci, sense cap avís previ. Les pàgines caducades (excepte les que han rebut queixes de violacions de contingut) es poden recuperar posant-se en contacte amb el seu sistema de suport.
Dot TK també ofereix webs .tk amb l'opció d'unir-se a una xarxa anomenada TiKinet, que enllaça webs entre ells basant-se en paraules clau anomenades TiKilinks. La xarxa és per augmentar el trànsit cap als webs, molts dels quals són webs i blocs personals que no tenen mitjans per anunciar els seus webs.
Per obtenir un nom de domini .tk "especial", l'usuari l'ha de comprar. Aquests dominin inclouen les marques registrades de la majoria de les empreses de la llista Fortune 500. Els dominis de pagament valen 19,90 dòlars els dos primer anys. Els noms potencialment valuosos de menys de 4 caràcters no es poden registrar gratuïtament, i en general s'ha de pagar extra, més de 1000 dòlars.
Dot TK va llançar un nou servei per a usuaris de Twitter l'abril de 2010 anomenat tweak.tk, que ofereix un servei d'escurçament d'URLs que utilitzi menys espai que molts d'altres, i per a Facebook, on l'usuari pot donar nom a la seva pàgina de Facebook amb un nom .tk.

## Abusos
El 2006, McAfee va preparar un informe on es concloïa que, del 95% de webs amb més trànsit, els dominis .tk tenien el doble de probabilitats que la mitjana d'utilitzar-se per a "comportaments no desitjats", incloent-hi enganys com el phishing i l'spam. No obstant, el 2008 McAfee va informar que l'amenaça de phishing i spam s'havia reduït significativament amb el domini .tk i que d'altres dominis de primer nivell com .com i .net s'utilitzaven molt més en aquests enganys.
Un informe de 2011 de l'Anti Phishing Working Group deia que la culpa de la mala reputació de Tokelau era del registre Dot TK. Havia adquirit els drets d'operació del domini de primer nivell i és el responsable del sistema actual de registre gratuït. Els dominis .tk eren la font de 2533 dels 11768 (~21,5%) atacs de phishing en tota la Internet durant la segona meitat de 2010.